# تارانتاسكا
تارانتاسكا هي بلدية في مقاطعة كونيو في منطقة بيدمونت الإيطالية، وتقع على بعد نحو60 كيلومتر (37 ميل) جنوب تورينو ونحو 13 كيلومتر (8 ميل) شمال كونيو.
تقع تارانتاسكا على حدود البلديات التالية: بوسكا وتشنتالو وكونيو وفيلافاليتو.